# Dans le jardin du docteur Paul Gachet
Dans le jardin du docteur Paul Gachet est un tableau réalisé par le peintre néerlandais Vincent van Gogh en 1890. De format vertical, cette huile sur toile est un paysage qui représente le jardin de Paul Gachet à Auvers-sur-Oise, dans ce qui est, depuis 1968, le Val-d'Oise, en France. Entrée dans les collections publiques en 1954, l'œuvre est conservée depuis 1986 au musée d'Orsay, à Paris.
L'établissement compte également dans ses collections une autre représentation du jardin de la maison du Docteur Gachet, à savoir Mademoiselle Gachet dans son jardin à Auvers-sur-Oise.

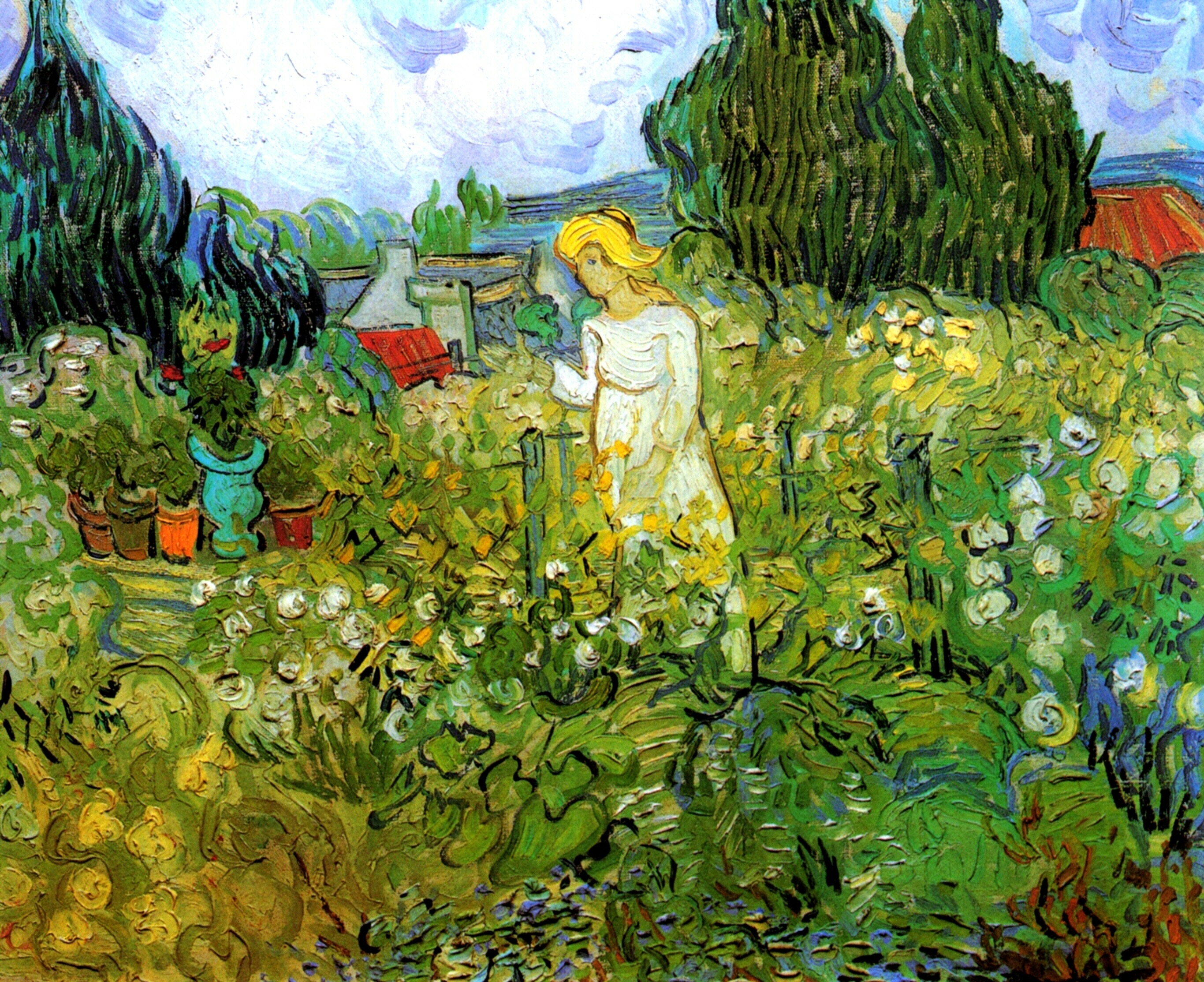
Mademoiselle Gachet dans son jardin à Auvers-sur-Oise, 1890 – Musée d'Orsay, Paris.